# XenServer
Citrix XenServer — платформа для організації управління інфраструктурою серверів віртуалізації на базі гіпервізора Xen.
XenServer включає в себе засоби для централізованого управління, що дозволяють контролювати необмежену кількість серверів та віртуальних машин.  Підтримується «гаряче» копіювання віртуальних машин з одного сервера на інший і спільне використання поділюваних ресурсів за допомогою технології XenMotion.  Платформа підтримує велике число систем зберігання інформації і відрізняється наявністю простого і зрозумілого інтерфейсу для установки і адміністрування.
До літа 2013 базова версія платформи була доступна для безплатного звантаження і використання без обмеження строку дії ліцензії і кількості обслуговуваних віртуальних оточень. Початковий код платформи закритий, але багато складових частин платформи розвивалися компанією Citrix як відкриті проєкти. Паралельно розвивалося вільне (GPLv2) відгалуження від продукту XenServer — Xen Cloud Platform (XCP).
Починаючи від версії 6.2 був оголошений перехід до відкритої моделі розвитку проєкту. Для координації участі співтовариства в житті проєкту створений сайт XenServer.org, на якому розміщені повні початкові тексти майже всіх компонентів продукту і забезпечена можливість участі у розробці сторонніх ентузіастів і компаній. Кордони між XenServer і XCP ліквідовані і основною ареною розробки стає проєкт Xen, в роботі якого бере активну участь Citrix. XenServer.org позиціонується як майданчик для спільного розвитку прив'язаних до платформи Windows компонентів, таких як XenCenter, які неможливо розвивати в рамках Xen Project і Linux Foundation. Відкриття коду XenServer стало продовженням ініціатив Citrix з розвитку засобів віртуалізації як відкритих платформ: раніше за участі Citrix управління над проєктом Xen було переведено під заступництво незалежної організації Linux Foundation, а платформа CloudStack була передана в руки спільноти Apache.

## Виноски
1. ↑  Source Licenses. Архів оригіналу за 7 лютого 2015. Процитовано 7 лютого 2015. [Архівовано 2015-02-07 у Wayback Machine.]
2. ↑  Citrix Extends Open Source Strategy with XenServer. Архів оригіналу за 7 лютого 2015. Процитовано 7 лютого 2015. [Архівовано 2015-02-07 у Wayback Machine.]
3. ↑  Компания Citrix перевела XenServer в разряд открытых проектов и выпустила XenServer 6.2. Архів оригіналу за 7 лютого 2015. Процитовано 7 лютого 2015.